# Палилов, Владимир Александрович
Владимир Александрович Палилов (1 декабря 1953 — 22 мая 2023) — советский хоккеист, защитник. Мастер спорта СССР.
Начинал играть в команде второй лиги «Торпедо» Ярославль (1970/71 — 1974/75). Следующий сезон начал в «Динамо» Рига, затем оказался в ЦСКА, играл в СКА МВО Липецк из первой лиги. С сезона 1977/78 — в «Крыльях Советов». После сезона 1983/84, проведённого в первой лиге в «Торпедо» Ярославль, завершил карьеру в командах мастеров.